# Yoshiaki Katoh
Yoshiaki Katoh (加藤義昌 Katō Yoshiaki?, 26 de agosto de 1965, Kioto) es un ex-piloto de motociclismo japonés, que compitió en el Campeonato del Mundo de Motociclismo desde 1991 hasta 1998.

## Biografía
Su primera aparición en el Mundial se produce en 1991 en 250cc con una Yamaha en la que no obtiene ningún resultado destacado. En 1993 conquista el título de All Japan Road Race Championship en la categoría de 125cc. Un año después, siempre con una Yamaha y en la misma cilindrada logra mayores resultados, concluyendo en la vigésima sexta posición de la general con el equipo Aspar Cepsa.
En 1995 y 1996 se clasifica en la posición 14 de la general. En 1997, obtiene su mejor resultado con un podio en el GP de Alemania y un decimotercer puesto en la general. Se retira la temporada siguiente, acabando en la decimosexta posición.

## Resultados
Sistema de puntuación de 1993 en adelante:
| Posición | 1.º | 2.º | 3.º | 4.º | 5.º | 6.º | 7.º | 8.º | 9.º | 10.º | 11.º | 12.º | 13.º | 14.º | 15.º |
| Puntos   | 25  | 20  | 16  | 13  | 11  | 10  | 9   | 8   | 7   | 6    | 5    | 4    | 3    | 2    | 1    |

| Año  | Cat.  | Moto   | 1       | 2       | 3       | 4       | 5       | 6       | 7       | 8       | 9       | 10     | 11     | 12      | 13      | 14     | 15     | Pts. | Pos. |
| ---- | ----- | ------ | ------- | ------- | ------- | ------- | ------- | ------- | ------- | ------- | ------- | ------ | ------ | ------- | ------- | ------ | ------ | ---- | ---- |
| 1991 | 250cc | Yamaha | JAP 24  | AUS -   | USA -   | ESP -   | ITA -   | ALE -   | AUT -   | EUR -   | NED -   | FRA -  | GBR -  | RSM -   | CHE -   | LMA -  | MAL -  | 0    | -    |
| 1992 | 250cc | Yamaha | JAP Ret | AUS -   | MAL -   | ESP -   | ITA -   | EUR -   | ALE -   | NED -   | HUN -   | FRA -  | GBR -  | BRA -   | RSA -   |        |        | 0    | -    |
| 1994 | 125cc | Yamaha | AUS Ret | MAL Ret | JPN -   | SPA Ret | AUT 12  | GER Ret | NED Ret | ITA -   | FRA -   | GBR -  | CZE -  | USA -   | ARG -   | EUR 12 |        | 8    | 26.º |
| 1995 | 125cc | Yamaha | AUS 10  | MAL Ret | JPN 6   | SPA 16  | GER 11  | ITA 8   | NED 12  | FRA 9   | GBR Ret | CZE -  | BRA 15 | ARG 12  | EUR 6   |        |        | 55   | 14.º |
| 1996 | 125cc | Yamaha | MAL Ret | INA Ret | JPN Ret | SPA 9   | ITA 16  | FRA 5   | NED Ret | GER 18  | GBR 7   | AUS 16 | CZE 12 | IMO 8   | CAT 7   | RIO 12 | EUR 7  | 61   | 14.º |
| 1997 | 125cc | Yamaha | MAL 8   | JAP 6   | ESP 10  | ITA 15  | AUT Ret | FRA 6   | NED Ret | IMO 12  | ALE 2   | RIO 16 | GBR 6  | CZE Ret | CAT 13  | IDN 21 | AUS 14 | 74   | 13.º |
| 1998 | 125cc | Yamaha | JAP 12  | MAL 17  | ESP Ret | ITA 19  | FRA 10  | MAD 11  | NED Ret | GBR Ret | ALE 6   | CZE 15 | IMO 8  | CAT 7   | AUS Ret | ARG 14 |        | 45   | 16.º |

| Color     | Resultado                                                               |
| --------- | ----------------------------------------------------------------------- |
| Oro       | Ganador                                                                 |
| Plata     | 2.ª plaza                                                               |
| Bronce    | 3.ª plaza                                                               |
| Verde     | Finalizó en los puntos                                                  |
| Azul      | Finalizó sin puntos                                                     |
| Azul      | NC - No clasificado                                                     |
| Violeta   | Ret - No terminó (Carrera)                                              |
| Rojo      | DNQ - No se clasificó                                                   |
| Negro     | DSQ - Descalificado                                                     |
| Blanco    | DNS - No empezó (carrera)                                               |
| Blanco    | WD - Retirado (fin de semana)                                           |
| Blanco    | C - Carrera cancelada                                                   |
| Sin color | DNP - Inscrito pero no participó                                        |
| Sin color | INJ - Lesionado                                                         |
| Sin color | EX - Excluido                                                           |
| Estado    | Resultado                                                               |
| Negrita   | Pole position                                                           |
| Cursiva   | Vuelta rápida                                                           |
| †         | Abandona, pero clasifica al completar el porcentaje requerido para ello |